# Abraham Sofaer
Abraham Sofaer (Rangoon, 1 oktober 1896 - Woodland Hills (Californië), 21 januari 1988) was een Amerikaanse acteur.

## Levensloop en carrière
Sofaer werd geboren in Myanmar. In het begin van zijn carrière speelde hij in het theater. Later zou hij overgaan naar de filmwereld. In 1931 speelde hij zijn eerste filmrol in Dreyfus. Zijn grootste rollen speelde hij in A Matter of Life and Death (1946) en Quo Vadis (1951). 
Sofaer overleed op 91-jarige leeftijd in 1988.
- Biblioteca Nacional de España: XX1332005
- Bibliothèque nationale de France: cb170194149 (data)
- Gemeinsame Normdatei: 1061712141
- International Standard Name Identifier: 0000 0000 5937 1501
- Library of Congress Control Number: no2005121960
- Nationale Bibliotheek van Israël: 987007524419405171
- SNAC: w61r9gg6
- Virtual International Authority File: 44043807
- WorldCat: E39PBJqvYyt7JRXbPgxVtJrjG3